# Joseph Alfred Serret
Joseph Alfred Serret (Paris, 30 de agosto de 1819 — Palácio de Versalhes, 2 de março de 1885) foi um matemático francês

## Obras
- Traité de trigonométrie(Gautier-Villars, 1880)
- Cours de calcul differentiel et integral t. 1(Gauthier-Villars, 1900)
- Cours de calcul differentiel et integral t. 2(Gauthier-Villars, 1900)
- Cours d'algèbre supérieure. Tome I(Gauthier-Villars, 1877)
- Cours d'algèbre supérieure. Tome II(Gauthier-Villars, 1879)